# Трискеліон

Прапор Острова Мен

Трискеліо́н (також трискель, від грец. τρισκελης  — триногий) — давній символічний знак у вигляді трьох ніг, що біжать і виходять з однієї точки.

## Короткий опис
Символ у різних варіантах зустрічається у багатьох культурах, починаючи з ранньої кам'яної доби, наприклад у мегалітичній стоянці Ньюгрейндж в Ірландії.
Трискеліон найбільше відомий із культур народів Північної Європи і кельтів, та загалом на варіанти цього символу можна натрапити майже у всіх культурах світу, від Північної Африки (особливо Єгипет) та Європейського Середземномор'я і аж до Близького (Лікія) та Далекого Сходу (Корея, Японія). Трискеліон є національним чи регіональним символом острова Мен, Бретані та Сицилії, є елементом герба німецького міста Фюссен та інших населених пунктів. У минулому був гербом заможнього афінського дому Алкмеонідів.
Один з перших солярних символів, близький у цьому відношенні до свастики. Крім того, як символ руху сонця, що показує три основні його положення — схід, зеніт і захід, трискеліон близький до трикветру. Пізніше символ уособлював «перебіг часу», хід історії та обертання світил.

## Галерея

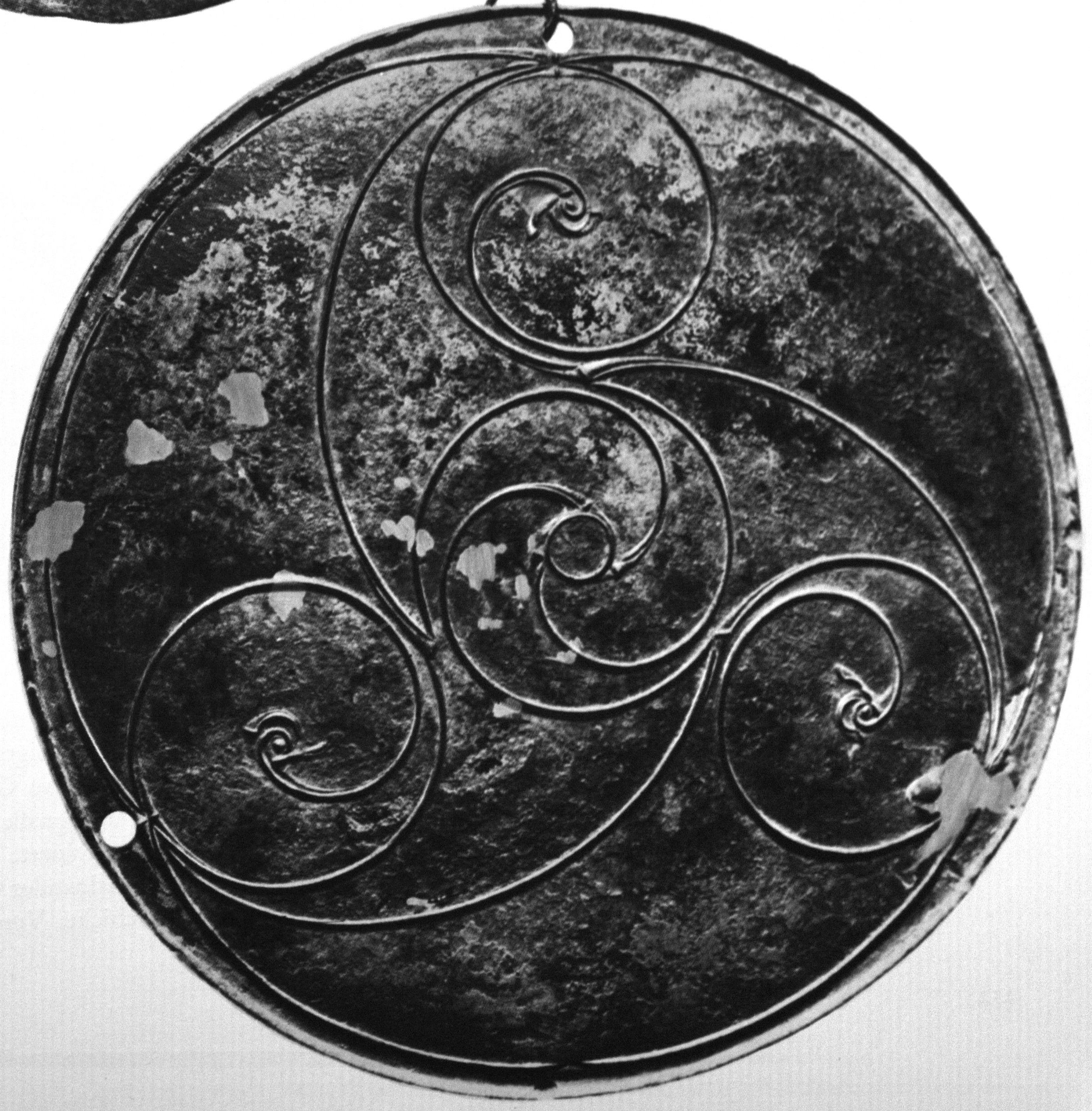
Кельтський трискеліон із трьома стилізованими пташиними головами
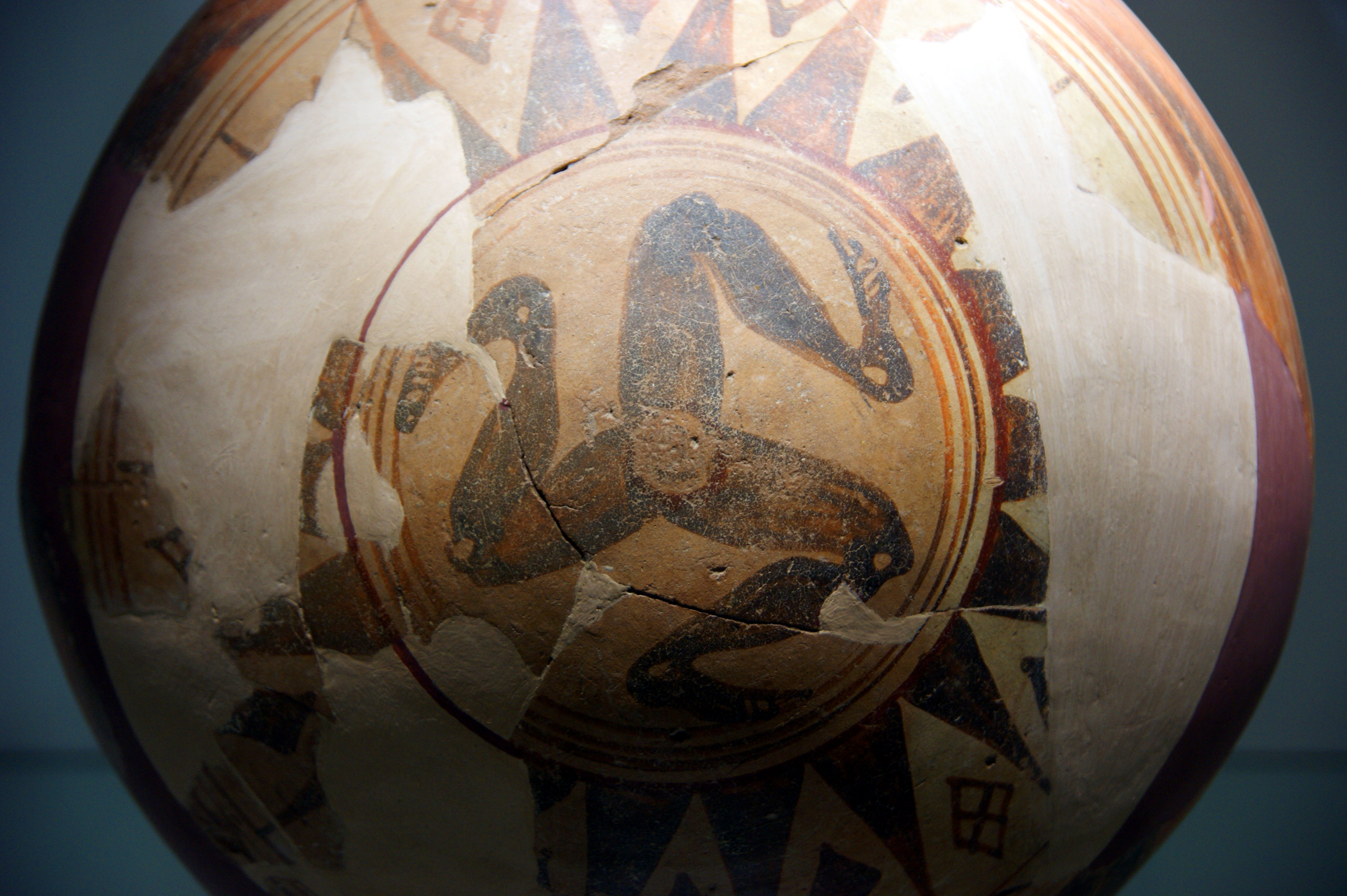
Трискеліон з Археологічного музею на Сицилії
Неолітичний символ потрійної спіралі
Спіральний трискель кельтів
Трискеліон на вітражі християнської церкви
Сучасна інтерпретація кельтського трискеліону на емблемі Повітряного корпусу Ірландії.
Солярний символ вайнахів (Північний Кавказ).
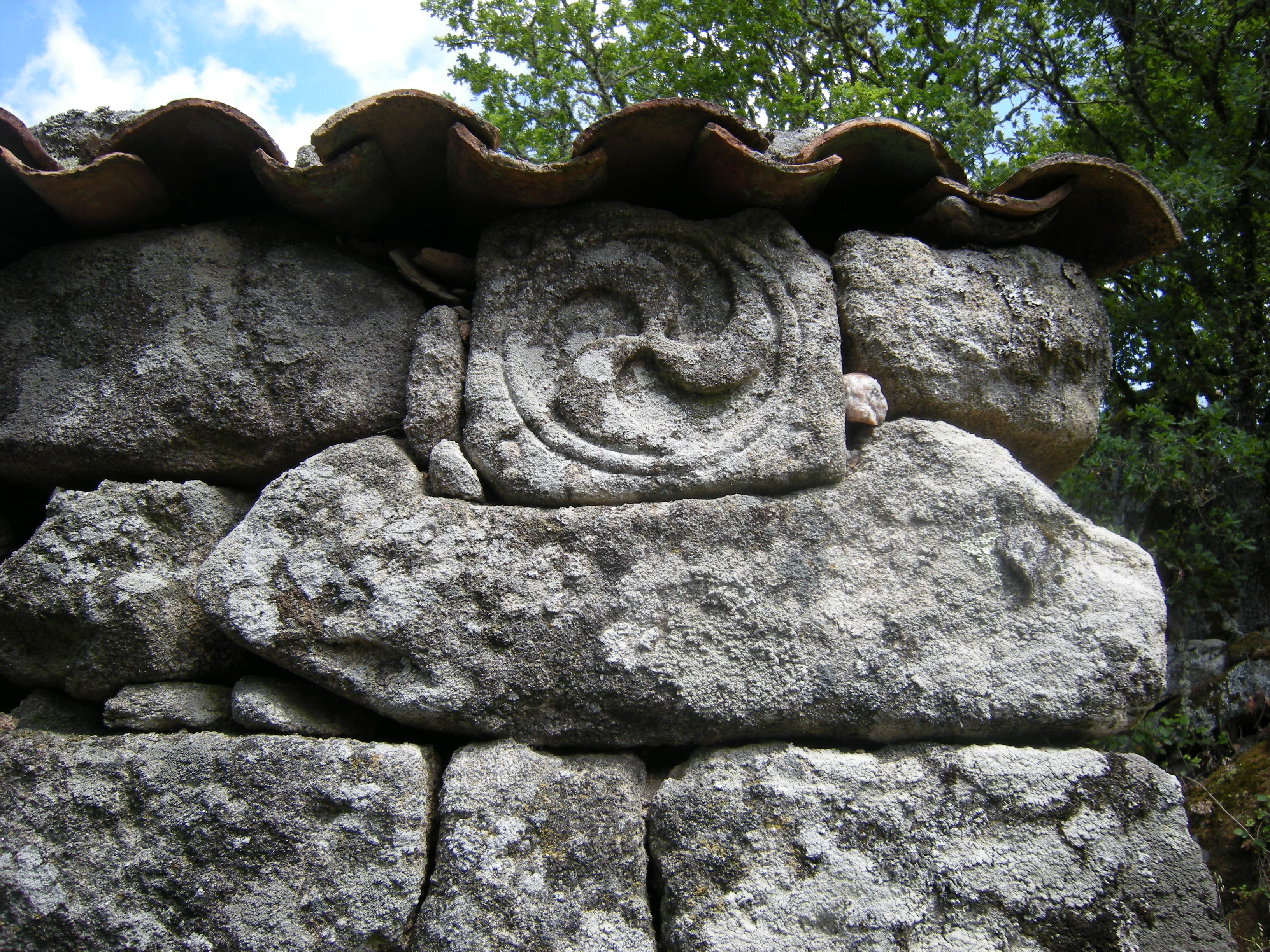
Трискеліон залізної доби (культура кастро), знайдений у Ґалісії (Іспанія)
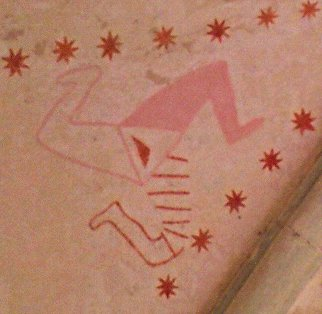
Трискель на стіні Церкви св. Катерини в селі Кар'я (о. Сааремаа, Естонія)
Трискеліон на прапорі Сицилії
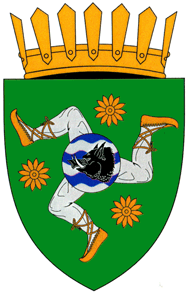
Трискеліон на гербі Серати-Галбене
На емблемі Руху Опору африканерів
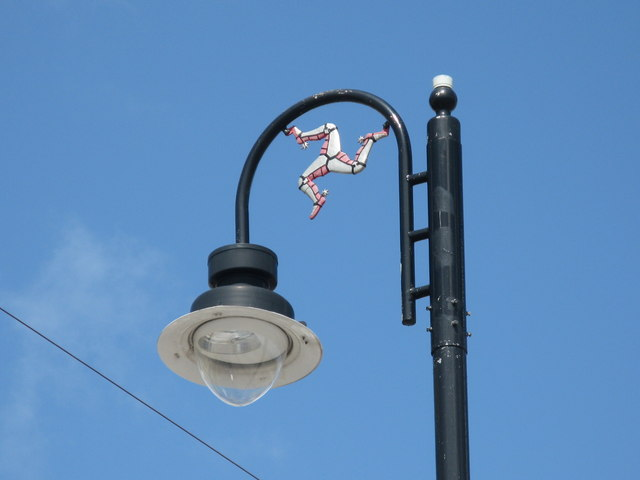
Ліхтарний стовп на набережній у Дуґласі, що показує трискеліон.